# Hockey World League 2014-15
De Hockey World League 2014-15 was de tweede editie van de Hockey World League en werd gehouden in 2014 en 2015 in de aanloop naar de Olympische Spelen van 2016 in Rio de Janeiro. De zes of zeven beste teams in de halve finales plaatsten zich automatisch voor de Olympische Spelen.

## Mannen
Het mannentoernooi begon in juli 2014. In de eerste ronde werd op negen locaties gespeeld, in de tweede ronde op drie locaties. De halve finales, waarin de olympische tickets werden vergeven, worden gespeeld in Argentinië en België in juni 2015. De finale werd in december 2015 gespeeld in India. De Australische hockeyploeg won het toernooi.

## Vrouwen
Het vrouwentoernooi begon in juli 2014. In de eerste ronde werd op zeven locaties gespeeld, in de tweede ronde op drie locaties. De halve finales, waarin de olympische tickets werden vergeven, werden gespeeld in juni 2015 in België en Spanje. De finale werd in november 2015 gespeeld in Argentinië. De Argentijnse hockeyploeg won het toernooi.
2012-13 (mannen/vrouwen) · 2014-15 (mannen/vrouwen) · 2016-17 (mannen/vrouwen)
Mannen:
ronde 1 ·
ronde 2 ·
halve finale ·
finale
Vrouwen:
ronde 1 ·
ronde 2 ·
halve finale ·
finale